# Augustinos Kapodistrias

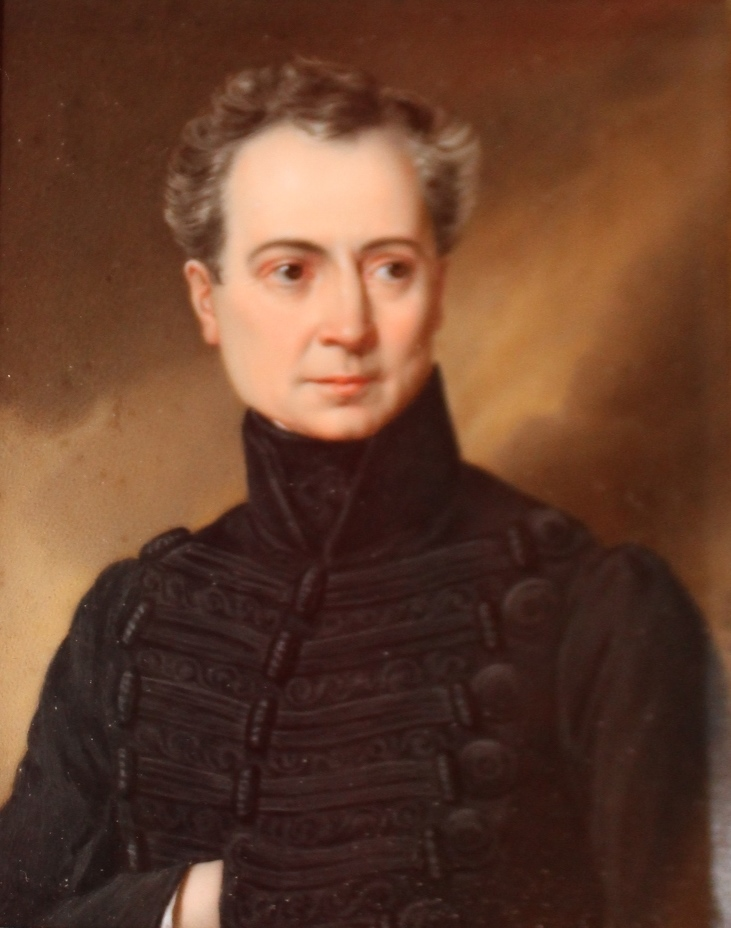
Imagem de Augustinos Kapodistrias.

Augustinos Kapodistrias (em grego: Αυγουστίνος Ιωάννης Μαρία Καποδίστριας; Corfu, 1778 — São Petersburgo, maio de 1857) foi um político grego. Foi presidente da Grécia de 1831 a 1832, sucedendo ao seu irmão que havia sido assassinado.